# Ocean Grove (Massachusetts)
Ocean Grove es un lugar designado por el censo ubicado en el condado de Bristol en el estado estadounidense de Massachusetts. En el Censo de 2010 tenía una población de 2.811 habitantes y una densidad poblacional de 1.344,9 personas por km².

## Geografía
Ocean Grove se encuentra ubicado en las coordenadas 41°43′44″N 71°12′33″O / 41.72889, -71.20917. Según la Oficina del Censo de los Estados Unidos, Ocean Grove tiene una superficie total de 2.09 km², de la cual 1.71 km² corresponden a tierra firme y (18.09%) 0.38 km² es agua.

## Demografía
Según el censo de 2010, había 2.811 personas residiendo en Ocean Grove. La densidad de población era de 1.344,9 hab./km². De los 2.811 habitantes, Ocean Grove estaba compuesto por el 98.29% blancos, el 0.68% eran afroamericanos, el 0.07% eran amerindios, el 0.21% eran asiáticos, el 0% eran isleños del Pacífico, el 0.07% eran de otras razas y el 0.68% pertenecían a dos o más razas. Del total de la población el 0.5% eran hispanos o latinos de cualquier raza.